# El grito silencioso (novela)
El grito silencioso (万延元年のフットボール, Man'en Gannen no Futtobōru, 1967), novela del escritor japonés Kenzaburō Ōe. Narra la historia de los hermanos Nedokoro, Mitsusaburo "Mitsu" y Takashi "Taka", quienes viajan de regreso a su tierra natal en la isla de Shikoku, donde el segundo tratará de emular la revolución del primer año de Mannen (1861), animando a los aldeanos a levantarse contra el "Emperador de los Supermercados", empresario coreano de gran poder e influencia en la región, bajo el pretexto de "entrenar un equipo de fútbol". Por otro lado, para Mitsu representa un viaje introspectivo, en el cual deberá evaluar su situación actual y sus perspectivas a futuro, en un matrimonio que se ha estancado y comenzado a pudrir a raíz del nacimiento de un hijo con discapacidad y del alcoholismo de la mujer de Mitsu. 
Novela que revela algunos aspectos autobiográficos del autor, El grito silencioso representa un descenso a los infiernos - estilo que ha llevado a Ōe a ser equiparado con Dante y Dostoievski -, donde ambos hermanos deberán confrontar sus verdaderas motivaciones, que provienen siempre de un pasado del cual se huye constantemente pero también se arrastra inexorablemente, y enfrentarlas y vivir, o escapar y morir.
Traducción magistral del japonés de Miguel Wandenbergh, finalista al Premio Noma a la mejor traducción de literatura japonesa a otro idioma.
- Datos: Q1968701